# Баллинити
Баллинити (англ. Ballyneety; ирл. Baile an Fhaoitigh) — деревня в Ирландии, находится в графстве Лимерик (провинция Манстер) у дороги R512.
В 1774 году в деревне была построена резиденция известной семьи, Крокеров (Crokers).